# Draksin
Draksin (Servisch cyrillisch Драксин) is een plaats in de Servische gemeente Bajina Bašta. De plaats telt 144 inwoners (2002).